# Isabelle de Bolebec
Isabelle de Bolebec (vers 1164 - 2 ou 3 février 1245), comtesse d'Oxford, est la fille aînée et cohéritière d'Hugues II de Bolebec, seigneur de Whitchurch, dans le Buckinghamshire, et Margaret de Montfichet. Elle est l'épouse de Robert de Vere, 3e comte d'Oxford, et une bienfaitrice de l'ordre des Prêcheurs en Angleterre.

## Biographie
Isabelle de Bolebec est la fille et cohéritière d'Hugues II de Bolebec II (mort vers 1165), seigneur de Whitchurch dans le Buckinghamshire, et de Margaret de Montfichet. Elle a un frère, Walter, et une sœur, Constance, épouse d'Ellis de Beauchamp . En 1206-07, elle et Constance deviennent les cohéritières de leur nièce, Isabelle de Bolebec, fille de Walter et épouse d'Aubrey de Vere, 2e comte d'Oxford.
Le premier mari d'Isabelle est Henry de Nonant, seigneur de Totnes dans le Devon, mort sans enfant en 1206. 
Isabelle demande à la Couronne en 1207 le droit d'épouser qui elle le souhaite. Cette même année, elle épouse Robert de Vere, frère cadet du comte d'Oxford, et fils d'Aubrey de Vere, 1er comte d'Oxford et d'Agnès d'Essex. Le couple a un fils, Hugh de Vere. À l'automne 1214, Robert hérite du comté à la mort de son frère sans descendance légitime. Le nouveau comte rejoint les barons rebelles, mécontents à l'égard du roi Jean. Le 15 juin 1215, le roi accepte la Magna Carta, et Oxford est l'un des vingt-cinq barons élus pour garantir son respect, et est donc parmi ceux excommuniés par le pape Innocent III lorsqu'il libère le roi de ses conditions. En 1216, le roi Jean assiège et prend le siège du comte, Castle Hedingham, dans l'Essex. Le comte d'Oxford fait la paix avec les régents du fils de Jean, Henri III l'année suivante, et sert ensuite comme juge royal . Il meurt avant le 25 octobre 1221 .
Isabelle hérite de la baronnie de Bolebec, et de sa mort en 1245 jusqu'en 1703 les comtes d'Oxford adoptent le titre subsidiaire de "baron de Bolebec", et de 1462 à 1625 celui de "vicomte Bolebec".
À la mort du comte Robert, la comtesse achète la tutelle de son fils mineur à la couronne pour la somme substantielle de 6 000 marks. En 1237, elle et Hugh effectuent un pèlerinage "au-delà des mers" . En 1224-1225, Isabelle poursuit l'abbaye de Woburn pour le manoir de Mendham .
Isabelle est une bienfaitrice de l'Ordre des Prêcheurs en Angleterre , les aidant à trouver des quartiers à Oxford, et contribuant à la construction de leur oratoire vers 1227. Lorsque les frères ont besoin d'un prieuré plus grand, elle et l'évêque de Carlisle achètent un terrain au sud d'Oxford et fournissent la plupart des fonds et des matériaux. Elle est inhumée dans la nouvelle église du couvent .